# Абатство Камброн
Абатство Камброн (на френски: Abbaye de Cambron, пълно наименование „Abbaye Notre-Dame de Cambron“) е историческо цистерцианско абатство в Cambron-Casteau, част от град Брюжелет, окръг Ат на провинция Ено, Югозападна Белгия. Абатството е основано през 1148 г. и съществува до 1797 г., като по монасите са прогонени, а сградите и имуществото на абатството са конфискувани и продадени. Семейството на графовете на Вал купува имота, и построява в него красив замък. Камброн е собственост на семейството до придобиването му от фамилията Domb през 1993 г., основатели на компанията Parc Paradisio SA, която създава на територията на бившето абатство и замък зоопарка „Pairi Daiza“.

## История
Абатство Камброн е основано през 1148 г. от дванадесет монаси от абатство Клерво, изпратени от Бернар от Клерво. През ХІІІ и ХІV век абатството се разраства и става значителен духовен център. През 1581 г. абатството е превзето от отряд от 600 хугеноти, които обаче се оттеглят без да причинят никакви щети.
В края на ХVІІ век, войните които води френският крал Луи XIV съсипват графство Ено и слагат началото на упадъка на абатството. Възстановяването на мира в началото на ХVІІІ век дава възможност за възраждане на абатството. Започва строителство на нови сгради, повечето от запазените до днес са именно от този период: портата на входа на манастира; кулата на абатството; чст от стопанските сгради; стълбище, водещо към манастирския парк.
През 1783 г., австрийският император Йозеф II разпуска манастира. Решението влиза в сила през 1789 г. На 27 май 1789 г., монасите са изгонени от абатството и са принудени да заминат в изгнание в Холандия. Отстъплението на австрийците по време на Брабантската революция дава възможност на монасите да се завърнат за известно време в абатството през декември 1789 г. Голяма част от манастирското имущество е открадната. Въпреки това последвалата френска окупация слага край на цистерцианския живот в Камброн и през 1797 г. монасите монасите окончателно напускат абатство. Имуществото и сградите са продадени на търг. 44-тият по ред и последен абат на Камброн, Флоран Пипин, умира в изгнание в Холандия през 1795 г.
В наши дни на територията на бившето абатство функционира зоопарка „Pairi Daiza“, който се стопанисва от компанията Parc Paradisio SA.

## Абатска бираАбеи дьо Камброн
Едноименната абатска бира се произвежда от пивоварната „Brasserie de Silly“ в Сили, от 1974 г. Бирата „Abbaye de Cambron“ е сертифицирана от Съюза на белгийските пивовари през 1999 г. като „призната белгийска абатска бира“ (Erkend Belgisch Abdijbier) и може да носи лого, изобразяващо стилизирана чаша с кафява бира, вписана в готически прозорец-арка.